# Rapley-methode
De Rapley-methode - in het Engels ook wel baby-led weaning genoemd - is het introduceren van vast voedsel aan een baby door hem/haar uit te dagen te onderzoeken, experimenteren en activiteiten na te apen. 
De methode wordt in Nederland genoemd naar de schrijfster Gill Rapley. Zij constateerde dat baby's goed in staat zijn om zelf te besluiten wanneer ze met vast voedsel beginnen, mits ze de gelegenheid daartoe krijgen. En dat het veel gemakkelijker is om vast voedsel te introduceren als de controle aan de baby wordt overgegeven. Bij kinderen die moeite hebben met klontjes in het gepureerde eten blijkt dat het kan helpen om het kind zelf te laten ontdekken en spelen met het eten in vaste vorm. Afwachten tot een kind de 6 maanden nadert blijkt het proces bovendien te vergemakkelijken. 
Rapley onderzocht tijdens haar Master's onderzoek of baby's spontaan op vast voedsel over zouden gaan, als ze de kans kregen. De conclusie was dat ze dat niet alleen deden, maar dat het een gemakkelijke en leuke weg was voor de ouders. De theorie van 'baby-led weaning' was ontstaan. Deze methode geeft de baby de kans om zelf vast te stellen dat er vele soorten voedsel bestaan. Het ontdekken en proeven maakt onderdeel uit van het gehele ontdekken van de wereld rondom hem of haar heen. De methode speelt in op de aangeboren drang van de baby tot onderzoeken, experimenteren en imiteren.

## Nederland
In het Verenigd Koninkrijk is het gebruikelijk om alleen gepureerde voedingsmiddelen te gebruiken, in te vriezen en op te warmen vanaf ongeveer 4 maanden. In Nederland geeft het Voedingcentrum al langer het advies om uit te gaan van de behoefte van het kind. Er wordt geadviseerd om vanaf ongeveer 4 maanden met zachte oefenhapjes te beginnen (stukjes banaan, perzik, rijst) en dit langzaam uit te bouwen. Vanaf ongeveer 8 maanden wordt het vaste voedsel steeds meer een vervanging voor de borst- of flesvoeding.